# Fats Waller

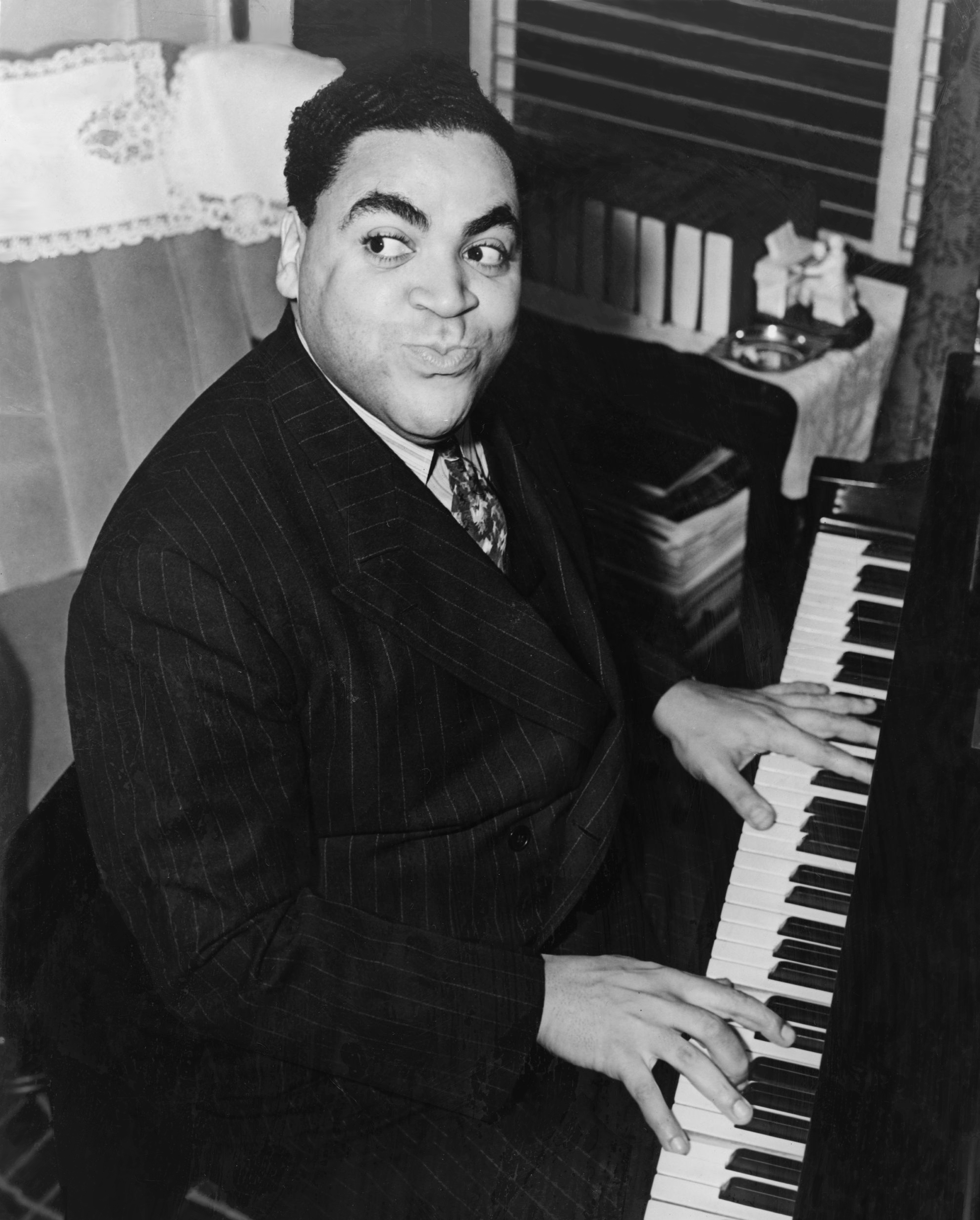
Fats Waller, 1938

Thomas Wright Waller (* 21. Mai 1904 in Harlem, New York; † 14. Dezember oder 15. Dezember 1943 im Santa-Fe-Express in Höhe von Kansas City) war ein amerikanischer Jazz-Pianist, -Organist, -Komponist und -Sänger. Der wegen seines stattlichen Leibesumfangs (vornehmlich vom weißen Publikum – seine Musikerkollegen nannten ihn beim Namen Tom) Fats genannte Jazzer hatte großen Anteil an der Entwicklung des frühen Jazz der 1920er Jahre zum Swing der 1930er und 1940er.

## Anfangsjahre
Fats Wallers Eltern Adeline Locket und Edward Martin Waller verlobten sich 1878 und kamen aus Virginia nach New York. Der Vater Edward Waller war Baptistenprediger in Harlem (Abyssinian Baptist Church), die Mutter Adeline Waller Kirchenorganistin. Fats Waller war das jüngste von fünf Kindern. Mit fünf Jahren begann er Harmonium zu spielen. Mit sechs erhielt er Unterricht von einer Klavierlehrerin, nachdem er zuvor bei einem Nachbarn das Klavierspiel kennengelernt hatte. Außerdem begann er, auf der Kirchenorgel zu üben und spielte im Schulorchester (Violine und Piano). Oft spielte er nach Gehör und war weniger an der klassischen Musik interessiert, zu der ihn sein Vater drängte, nachdem er sein Talent erkannt hatte. Wenn er Fats Waller erwischte, wie er in seiner Kirche heimlich Jazz an der Orgel spielte, konnte es dazu kommen, dass er ihn züchtigte. Fats Waller spielte damals die unterschiedlichste Musik, auch nach Gehör, so zum Beispiel Ragtime (Scott Joplin). 1920 starb seine Mutter Adeline und der junge Waller zog wegen eines Streits mit seinem Vater Edward aus dem elterlichen Haus aus. Edward Wallers Willen zufolge sollte Fats ebenfalls Geistlicher werden. Fats Waller zog zum Pianisten Russell Brooks, der ein automatisches Klavier (Pianola) mit Pianola-Rollen von James P. Johnson und Luckey Roberts besaß, das Waller als Hilfsinstrument für Fingerübungen nutzte. 1919 spielte er Kino-Orgel im Lincoln Theatre in Harlem, nachdem er zuvor von der dortigen Organistin Unterricht erhalten hatte. Ab 1921 spielte er im Lafayette Theatre in Harlem. Zeitweise begleitete er Katie Crippen. 1921 heiratete er Edith Hatchett, mit der er einen Sohn, Thomas Jr., hatte und von der er 1923 geschieden wurde. Die Unterhaltszahlungen wurden für ihn danach zu einer ständigen Last.

## Aufstiegsjahre
James P. Johnson, der den Harlem-Stride beherrschte, nahm sich des noch jugendlichen Talentes an, gab seinem Jazzpianostil den ersten Schliff und führte ihn in die Jazzszene Harlems ein. Weiteren privaten Unterricht erhielt er von George Gershwins Schwager Leopold Godowsky. Außer Tasteninstrumente zu spielen, sang er auch und spielte damals unter anderem mit dem Orchester von Fletcher Henderson, McKinney’s Cotton Pickers, Ted Lewis und Jack Teagarden. Fats’ Mentoren James P. Johnson und Willie The Lion Smith wurden im Lauf der Zeit von Waller selbst in der Rolle als einflussreichste Harlem-Stride-Pianisten abgelöst. Dieser Klavierstil erfordert weite Griffe mit der linken Hand (Tenth, das Intervall einer Dezime), was Fats Waller im Gegensatz zu manch anderem Klavierspieler wegen seiner sehr großen Hände keine Mühe bereitete. Beim Stride-Spiel übernimmt die linke Hand die Rolle der Rhythmusinstrumente von Jazzbands, insbesondere ersetzt sie einen Bassisten, während die rechte die der Melodieinstrumente und Akkordeinschübe spielt. Der Stil war zu der Zeit ideal geeignet, auf lauten Partys und in Lokalen das Klavier zu Gehör zu bringen. Gleichzeitig oder abwechselnd wurden die Zuhörer im Hintergrund unterhalten und Tänzer begleitet. Außer durch Solo-Aufnahmen auf Platte und Notenrollen wuchs Fats Wallers Bekanntheit als Star der Rent-Partys in Harlem und als Begleiter berühmter Blues-Sängerinnen wie Bessie Smith, Alberta Hunter und Sara Martin in den 1920er Jahren. Eine enge Zusammenarbeit entwickelte sich mit der Blues-Sängerin Myra Johnson. Überhaupt ist die Vielzahl und die Art der Besetzungen, mit denen Waller in den ersten Jahren seiner Plattenkarriere aufnahm, ein Spiegel der Experimentierfreude und Kreativität der Jazzer dieser frühen Jahre. Im New York nach dem Ersten Weltkrieg versuchten viele Afroamerikaner aus den übrigen Teilen der USA Arbeit zu bekommen und brachten ihre lokalen Musikstile dort zusammen ein. Diese musikalische Vielfalt wurde von Musikern, und dem jungen Waller in Ausbildung, aufgegriffen und verarbeitet. In der Prohibitionszeit gab es zahlreiche Auftrittsmöglichkeiten in Lokalen (Speakeasy), die jederzeit auffliegen konnten. Sein Sohn Maurice Waller berichtet von einem Tag, als Fats Waller in einem Vorort von Chicago wohnte, wie Gangster von Al Capone ihn mit vorgehaltenen Pistolen und verbundenen Augen entführten. Sie brachten ihn zu einer Privatvorstellung, die anderthalb Tage dauerte und bei der er bei jeder Nummer, die er auf Wunsch der Gangster spielte, hundert Dollar zugesteckt bekam. Schließlich setzten sie ihn wieder zu Hause ab.
Waller war einer der ersten, der Jazzstücke auf der Orgel einspielte. Er leistete auf diesem Instrument Pionierarbeit und unterrichtete später den jungen Count Basie darauf. Waller besaß später eine transportable Hammondorgel, die er häufig auf Reisen bei sich hatte und mit der er bisweilen die Hotelgäste und Nachbarn spät abends zur Verzweiflung trieb. Als Voraussetzung für Auftritte bestand er später stets auf einem gut gestimmten Steinway-Flügel.
1922 erfolgten auf Anregung von Clarence Williams erste Aufnahmen und Williams ermunterte ihn zum Komponieren. Allerdings ging Fats Waller nachlässig mit dem Verkauf der Rechte seiner Kompositionen um, die er für relativ wenig Geld verkaufte und womit hauptsächlich die Verleger Geld verdienten, wenn sie Hits wurden. 1923 bis 1927 nahm er auch rund zwanzig Piano-Rolls für die QRS Company auf, darunter seine erste Komposition Squeeze Me. 1927 spielte er bei Erskine Tate in Chicago und 1928 war er das erste Mal in der Carnegie Hall in Yamekraw von James P. Johnson zu hören. Er begann für Broadway-Musicals zu komponieren, zuerst Keep Shufflin und Load of Coal (1928). 1927 fand er in Andy Razaf den für seine Kompositionen gewünschten Liedtextschreiber. Razaf war literarisch sehr begabt und gebildet und nahm das Songschreiben sehr ernst, wobei er Fats Waller, der scheinbar mühelos und aus dem Stegreif komponierte, auch zur Disziplin anhielt. Via Telefon entstand einer der Razaf/Waller-Songs (dabei soll es sich um Honeysuckle Rose gehandelt haben). In der Broadway-Show Hot Chocolates wurden 1929 viele Stücke der beiden präsentiert, unter anderem Ain’t Misbehavin’ durch Louis Armstrong, der zum Star der Show avancierte. Wallers eigene Solo-Einspielung für Victor, für die er ab 1926 aufnahm, wurde mit Rang 17 der erste von insgesamt 62 Hits im Laufe seiner Karriere. Die Rechte für die Kompositionen an Hot Chocolates, darunter neben Honeysuckle Rose Hits wie Ain’t Misbehavin’ und What did I do to be so black and blue, verkaufte er für nur 500 Dollar an Mills Music, was er später bereute. Um mehr Geld mit ihren Songs zu verdienen, schrieb Razaf häufig bis zu fünf Texte zur selben Komposition, die dann im Brill Building, wo in New York die Musikverlage saßen, jeweils einem anderen Verleger verkauft wurden. Nach dem Billboard-Top-100-Chart-Erfolg von Ain’t Misbehavin’ (bis Nr. 17 im Jahr 1929) hatte er erst 1934 wieder Chart-Erfolge.

## Höhepunkt der Karriere mit eigener Swing-Band
Mit Fats Waller and His Rhythm, zu denen unter anderen Al Casey, Herman Autrey und Harry Dial gehörten, hatte Waller schließlich ab Mai 1934 eine kleine Swing-Band. Mit dieser und anderen Bands machte er Plattenaufnahmen und war landesweit über Radiosender zu hören. Damals hatte jedes größere Hotel eine eigene Hausband und es gab zum Beispiel in Chicago täglich direkte Radioübertragungen aus den verschiedenen Hotels und Tanzhallen, die die Musiker auch für breitere Zuhörerkreise bekannt machten. 1933/34 moderierte Fats Waller täglich die fünfzehnminütige Show Fats Waller’s Rhythm Club beim Radiosender WLW in Cincinnati, die einigermaßen erfolgreich war, und am Ende bot man ihm auch eine halbstündige Show an. Zu dem Zweck lebte Fats Waller mit seiner Familie neun Monate in Cincinnati, bevor er aufgrund besserer Angebote weiterzog – unter anderem begann seine Hollywood-Karriere. 1934 kehrte er nach New York zurück und führte die Show für ein noch größeres Publikum für CBS über deren Netzwerk fort. Waller hatte mittlerweile das Stride-Piano zu einem maßgeblichen Klavierstil des Swing weiterentwickelt, aber Publikumserfolg hatte er vor allem wegen seiner Persönlichkeit als stets zu Scherzen aufgelegter, singender Entertainer. Um diese Zeit suchte das Label Victor einen Ersatz für ihren erfolgreichen Jelly Roll Morton, der weniger gefragt war, da sich der Publikumsgeschmack änderte. Victor entschied sich für Waller und eine sechsköpfige Band. Sein Manager Phil Ponce und Waller nannten sie aufgrund des Rhythm Club Fats Waller and his Rhythm. Sie nahmen mit 400 Aufnahmen fast die Hälfte von Wallers Einspielungen auf. Das Material variierte von hervorragender bis zu erbärmlicher Qualität. Die Rhythm waren primär eine Studioband, die an einem Tag bis zu zehn Aufnahmen hauptsächlich neuen Materials zuwege brachte. Die Aufnahmetermine mussten in die verschiedenen Zeitpläne der Musiker eingepasst werden. Es war Wallers Fähigkeit die Band, die die Stücke vorher nicht kannte, konzentriert zusammenzuführen. Es war dennoch ein chaotischer Ansatz, der zur Spontaneität der Band beitrug, aber auch zur wechselhaften Güte dieser Aufnahmen. Die letzte Aufnahme für Victor mit seinen Rhythm fand im Juli 1942 statt. Waller hatte mit Victor keinen Exklusivvertrag und nahm währenddessen auch für andere Labels auf.  Auf seiner Europa-Tournee wurde er begeistert empfangen, in England 1938 sogar erstmals im Fernsehen präsentiert: Er schuf die London Suite, eine Komposition aus sechs musikalischen Miniaturen über Londoner Stadtteile. Auch Frankreich besuchte er oft, zuerst auf seiner ersten Europareise 1932, zusammen mit England. Hitler-Deutschland mied er wegen der rassistischen und seiner Musik gegenüber intoleranten Nationalsozialisten, die er verabscheute („that rascal Hitler doesn’t like my kind of music“). Nur mit Mühe war er zu bewegen, für einen Auftritt in Kopenhagen und danach an weiteren Orten in Skandinavien auf seiner Europatour im September 1938, von England über Vlissingen durch Hamburg zu fahren. Er bestand auf einem geschlossenen Abteil und ließ sich von seinem Manager zusichern, während der Durchreise nicht gestört zu werden.
Waller wirkte im Laufe seiner Karriere auch in drei Hollywood-Musicals mit und es entstanden einige sogenannte Soundies, kleine Musicbox-Kurzfilme, in denen Wallers Formation Rhythm einen Song lang ihr Talent unter Beweis stellen konnte. 1942 gab Fats Waller auch ein Konzert in der Carnegie Hall in New York, damals wie heute eine besondere Ehrung für Musiker. Er führte dort seine London Suite auf, die Kritiker fanden die schlecht produzierte Aufführung aber „mühsam“. Nach Aussage seines Sohnes Maurice lag das daran, dass das Publikum den stets zu Scherzen aufgelegten, singenden Waller erwartete, er in diesem Fall aber sehr ernst auftrat und nur seine von ihm komponierte Instrumentalmusik präsentierte.
Die Schaffenskraft Wallers zeigte sich in Hunderten von Kompositionen unter seinem Namen, auch vielen anderen, die zum Teil aufgrund der damaligen Verlegerpraktiken anderen Komponisten zugeschrieben werden, und Hunderten von Aufnahmen in den verschiedensten Besetzungen. Von den ersten Aufnahmen 1922 bis zu seinen letzten 1943 gibt es keine, in denen nicht die typische Verve und der sogenannte Wallerdrive dominieren. Selbst die Kirchenorgel brachte Waller durch eher melancholische Gospeleinspielungen in den Jazz ein und konnte ihr Swing entlocken.
Waller wird oft als „Clown Prince Of Jazz“ beschrieben, eine Rolle, die er schon in der Schule einnahm. Den Konventionen der Zeit entsprechend, wurde er auch in Klischeerollen für Schwarze gedrängt, insbesondere als er begann, Filme in Hollywood zu drehen. Er weigerte sich zwar konsequent, als Shoe Shine Boy aufzutreten, wurde dafür aber zum Beispiel als Liftjunge besetzt, was er annahm, um mit seinem Entertainment-Talent und seiner Musik auf der Leinwand zu erscheinen. 1943 schrieb er die Broadwayshow Early to Bed (geplante Aufnahmen dazu wurden infolge des Recording ban verhindert), drehte in Hollywood Stormy Weather, spielte unzählige Gigs für die Truppenbetreuung amerikanischer Soldaten und warb in Radiosendungen für den Erwerb von Kriegsanleihen.
Im Juli 1941 spielte Fats Waller erstmals mit einer Studio-Bigband inklusive seiner bisherigen Combo Schallplatten ein. Nach einem Engagement im Zanzibar Room in Hollywood, bei dem er auf der Bühne, wo er sich verausgabte, ständig einem Luftzug durch einen nahen Ventilator ausgesetzt war, bekam er eine Grippe. Statt in ein Krankenhaus zu gehen, erholte er sich zehn Tage im Hotel unter Aufsicht zweier Ärzte und betreut von seinem persönlichen Manager Ed Kirkeby und setzte danach sein anstrengendes Programm von Auftritten trotz Warnung der Ärzte fort. Noch am Vorabend seines Todes hatte er einen Auftritt im Zanzibar. Am nächsten Morgen nahmen er und sein Manager den Zug, um Weihnachten bei seiner Familie zu verbringen – er hatte ein Haus in St. Albans in Queens, in einer Nachbarschaft, wo auch andere farbige Showstars lebten (Count Basie, Mercer Ellington, Lena Horne, Billie Holiday, Lester Young). In der Nacht fuhr der Zug durch Kansas, wo ein Blizzard tobte (Waller erinnerte das Heulen des Sturms im Delirium an das Saxophonspiel seines Freundes Coleman Hawkins); eine Bronchitis und Lungenentzündung, an der er schon einige Tage litt, verschlimmerten sich im kalten Schlafwagen. Bei Ankunft in Kansas City war Fats Waller gestorben. Bei der Trauerfeier in Harlem in der Abyssinian Baptist Church, der Kirche in der sein Vater Pastor gewesen war, füllte eine Menschenmenge von rund 10.000 Personen die umliegenden Straßen und Hausdächer, und prominente Jazzmusiker trugen den Sarg. Sein Leichnam wurde danach verbrannt und die Asche – auf seinen Wunsch – aus einem Flugzeug heraus über Harlem verstreut. Er hinterließ seinen Sohn Maurice Richard Waller (1927–1989) und hatte einen weiteren Sohn Ronald aus der 1926 geschlossenen Ehe mit Anita Rutherford. Der Footballspieler Darren Waller ist ein Urenkel von Fats Waller.

## Legende und Anekdoten
Der ausschweifende Lebensstil Wallers zog immer wieder gesundheitliche Probleme nach sich. Trotz einiger Versuche, sich in Zurückhaltung zu üben und auf leichtere Erfrischungen wie Wein oder Cider umzusteigen, konnte doch nichts den vertrauten Geschmack des Bourbon Whiskeys Old Grand-Dad ersetzen. Sein Appetit war legendär und er gab sein Geld (zuletzt verdiente er sehr gut) freigiebig aus, zum Beispiel für seine Familie, Garderobe und Kulinarisches oder indem er spontan große Partys für Musikerkollegen, zahlreiche Freunde und Bekannte organisierte. Sein Leben war eine nur durch Auftritte als Musiker (was bei ihm Priorität hatte) abgelöste Folge von Partys, wie sich sein Sohn Maurice erinnerte. Selbst in seiner engen Garderobe feierten zwischen den Auftritten oft bis zu dreißig Personen. In der Folge war er trotz seiner Einkünfte häufig in Geldnot. Sein Freund Earl Hines berichtete, dass Waller einmal in den Umkleideraum des Clubs sechs Hamburger und zwölf Flaschen Bier bestellte. Als Hines zugreifen wollte, weil er dachte, Waller habe für alle bestellt, belehrte dieser ihn eines Besseren und vertröstete ihn auf die nächste Bestellung. Waller hatte zahlreiche Bewunderinnen und regelmäßig Freundinnen, denen er stets ein Piano spendierte, auf dem er dann üben konnte, wie sich sein Sohn Maurice erinnerte. Er versuchte, das vor seinen Söhnen und seiner Ehefrau zu verheimlichen, was jedoch nicht gelang.

## Sonstiges
Wallers Leben und Musik sind zentrale Inhalte in Michel Gondrys Film Abgedreht (2008). Waller selbst trat außer in Stormy Weather auch 1936 in den Filmen King of Burlesque (Regie Sidney Lanfield) und in Hooray for Love (Regie Walter Lang 1935) auf. Howard Johnson drehte zu Fats Waller den englischen Fernsehfilm Thomas ‘Fats’ Waller –  This joint is jumping (1987), a mit Interviews von Maurice Waller, des Waller-Biografen Paul Machlin, von Jean Razaf (der Tochter von Andy Razaf), Marshall Royal, Sammy Price und Eddie Barefield sowie Filmausschnitten.
Waller studierte seit seiner Jugend klassische Musik (bei seiner Orgellehrerin auch Bach). Er studierte bei Carl Bohm an der Juilliard School und Leopold Godowsky in Chicago. Bei letzterem lernte er besonders die Toccata und dreistimmigen Inventionen von Johann Sebastian Bach; die Fugen Bachs wollte er nicht studieren, weil er sie seiner Ansicht nach für den Jazz nicht brauchte. Er arrangierte eine der dreistimmigen Inventionen von Bach in d-Moll für seine Jazzband. Für Waller waren Liszt oder Chopin nach eigenen Worten auch Mittel, bei Improvisationen auf die richtigen Harmonien zurückzukommen. Fats Waller war ein Bewunderer des Dirigenten und klassischen Pianisten Dimitri Mitropoulos. Nach einer gemeinsamen Benefiz-Show für die US-Truppen 1942 in Minneapolis mit Marinechor und zahlreichen Swing-Musikern (wie dem Casa Loma Orchestra) spielten sie sich gegenseitig vor und tauschten sich aus. Als Cab Calloway anschließend von seinem Traum sprach, selbst einmal vor großem Publikum Beethovens Fünfte zu dirigieren, meinte Waller: „When you do that, Cab, and when you get to Beethoven’s Fifth, you goin to give it an upbeat or a downbeat? Tell me that.“ In den 1930er Jahren spielte er für Victor eine Reihe von Aufnahmen klassischer Musik ein (Johann Sebastian Bach, Fugen b- und d-Moll, Hummelflug von Rimski-Korsakow, Liszts Liebestraum, Rudolf Frimls Spanish Days), das sowohl in seinem eigenen Stil als auch traditionell. Sie wurden von Victor nie veröffentlicht. Seine Bearbeitung eines Walzers, damals sehr gewagt und als völlig fremdartig im Swing empfunden, wurde ab Ende der 1950er Jahre zum Jazz-Standard (Jitterbug Waltz, 1942) und kündigte die breitere Verwendung des 3/4-Takts und anderer jazzfremder Elemente im Modern Jazz an.

## Weitere Werke
- Honeysuckle Rose
- Keepin’ Out of Mischief Now
- (What Did I Do to Be so) Black and Blue? (Text Razaf)
- Wild Cat Blues – bekannt in einer Version von Henry Arland als musikalische Untermalung der Pausenkatzen des Hessischen Rundfunks.

Solo-Klavier-Stücke, darunter Stride-Piano-Bravourstücke wie
- Handful of Keys
- Jitterbug Waltz